# Hulsbergerbeek
De Hulsbergerbeek is een zijbeek van de Bissebeek, gelegen in Nederlands Zuid-Limburg. De beek ontspringt in de plaats Hulsberg, waaraan de beek haar naam ontleent. Ze stroomt vervolgens langs het landgoed Nijthuizen en via de vijver en grachten van Kasteel Wijnandsrade om uit te monden in de Bissebeek bij het gehucht Swier.
De beek ligt samen met de bovenloop van de Geleenbeek en diens zijbeken in het Bekken van Heerlen.